# Mizuto Hirota
Mizuto Hirota (Isahaya, 5 de maio de 1981) é um lutador japonês de MMA. Hirota foi campeão do World Victory Road's nos leves, além disso foi campeão dos leves no Cage Force e no DEEP.

## Carreira no MMA
Em abril de 2008, no Cage Force 6, Hirota venceu Tomonari Kanomata e ganhou o cinturão dos leves do Cage Force.
Hirota entrou no Grand Prix dos leves do World Victory Road quando nocauteou no primeiro round o campeão dos leves do International Fight League, Ryan Schultz, no Sengoku 4 em agosto de 2008.
Em fevereiro de 2009, Hirota defendeu o cinturão do Cage Force contra Katsuya Inoue, mas a luta terminou empatada.

### Campeão dos Leves no Sengoku
Em 2 de agosto de 2009, no Sengoku 9, Hirota enfrentou o campeão do torneio dos leves do World Victory Road's, Satoru Kitaoka. Hirota, que era azarão no combate, defendeu várias tentativas de finalização de Kitaoka no primeiro round. No segundo, acertou bons chutes e defendeu as tentativas de quedas de Kitaoka. No terceiro, Kitaoka controlou no chão e Hirota recebeu um cartão amarelo por inatividade no combate. No quarto, Hirota, acertou uma boa joelhada com socos, obrigando o árbitro a encerrar o combate aos 2m50s do quarto round por TKO, se tornando o novo campeão dos leves do Sengoku.

### Dynamite!! 2009
Em 31 de dezembro de 2009, Hirota enfrentou o campeão dos leves do DREAM e WAMMA, Shinya Aoki. No primeiro round, Aoki pegou Hirota em uma chave de braço. Quando Hirota tentou se defender da finalização, Aoki acabou quebrando o braço de Hirota e vencendo a luta.
Em 7 de março de 2010, Hirota anunciou durante o Sengoku 12 que estará deixando o cinturão devido as lesões que teve no Dynamite!! 2009.

### Strikeforce
Em 29 de maio de 2012, Hirota foi anunciado que irá estrear nos Estados Unidos e no Strikeforce em Julho de 2012 contra Pat Healy. Hirota mostrou um boxe técnico e boa defesa de quedas, mas Healy teve maior controle no clinch. Hirota perdeu a luta por decisão unânime (30-27, 29-28, 29-28).

### Ultimate Fighting Championship
Hirota fez sua estréia no UFC e na categoria dos Penas ao enfrentar Rani Yahya em 3 de março de 2013 no UFC on Fuel TV: Silva vs. Stann. Hirota perdeu por decisão unânime (29-28, 29-28 e 29-28).
Hirota enfrentou Rodrigo Damm em 8 de junho de 2013 no UFC on Fuel TV: Nogueira vs. Werdum. Hirota perdeu por decisão dividida.
Após a derrota, Hirota foi demitido pelo Ultimate.

## Conquistas
- Campeão dos leves do Sengoku (2 de agosto de 2009 – 7 de março de 2010)[2]
- Campeão dos leves do Cage Force[7]
- Campeão dos leves do DEEP

## Cartel no MMA
| Cartel no MMA   |             |            |
| 29 lutas        | 18 vitórias | 9 derrotas |
| Por nocaute     | 10          | 0          |
| Por finalização | 0           | 1          |
| Por decisão     | 8           | 8          |
| Empates         | 2           | 2          |

| Res.    | Cartel  | Oponente              | Método                                 | Evento                                   | Data       | Round | Tempo | Local                  | Notas                                        |
| ------- | ------- | --------------------- | -------------------------------------- | ---------------------------------------- | ---------- | ----- | ----- | ---------------------- | -------------------------------------------- |
| Derrota | 18-10-2 | Christos Giagos       | Decisão (unânime)                      | UFC Fight Night: dos Santos vs. Tuivasa  | 01/12/2018 | 3     | 5:00  | Adelaide               |                                              |
| Derrota | 18-9-2  | Ross Pearson          | Decisão (unânime)                      | UFC 221: Romero vs. Rockhold             | 10/02/2018 | 3     | 5:00  | Perth                  |                                              |
| Derrota | 18-8-2  | Alexander Volkanovski | Decisão (unânime)                      | UFC Fight Night: Lewis vs. Hunt          | 11/06/2017 | 3     | 5:00  | Auckland               |                                              |
| Vitória | 18-7-2  | Cole Miller           | Decisão (unânime)                      | UFC on Fox: VanZant vs. Waterson         | 17/12/2016 | 3     | 5:00  | Sacramento, Califórnia |                                              |
| Empate  | 17-7-2  | Teruto Ishihara       | Empate (dividido)                      | UFC Fight Night: Barnett vs. Nelson      | 26/09/2015 | 3     | 5:00  | Saitama                | Final do Road to UFC: Japan no Peso Pena.    |
| Vitória | 17-7-1  | Kyu Hwa Kim           | Nocaute Técnico (tiro de meta e socos) | Deep: Dream Impact 2014: Omisoka Special | 31/12/2014 | 2     | 0:33  | Saitama                |                                              |
| Vitória | 16-7-1  | Masakazu Imanari      | Nocaute Técnico (socos)                | Deep: 69 Impact                          | 26/10/2014 | 2     | 1:38  | Tóquio                 |                                              |
| Vitória | 15-7-1  | Daisuke Nakamura      | Decisão (unanime)                      | Deep: 66 Impact                          | 29/04/2014 | 3     | 5:00  | Tóquio                 |                                              |
| Derrota | 14-7-1  | Rodrigo Damm          | Decisão (dividida)                     | UFC on Fuel TV: Nogueira vs. Werdum      | 08/06/2013 | 3     | 5:00  | Fortaleza              |                                              |
| Derrota | 14-6-1  | Rani Yahya            | Decisão (unânime)                      | UFC on Fuel TV: Silva vs. Stann          | 03/03/2013 | 3     | 5:00  | Saitama                | Estréia no UFC                               |
| Derrota | 14-5-1  | Pat Healy             | Decisão (unânime)                      | Strikeforce: Rockhold vs. Kennedy        | 14/07/2012 | 3     | 5:00  | Portland, Oregon       |                                              |
| Vitória | 14-4-1  | Seichi Ikemoto        | Decisão (unânime)                      | Deep - 57 Impact                         | 18/02/2012 | 3     | 5:00  | Tóquio                 | Defendeu o cinturão dos leves do DEEP.       |
| Vitória | 13-4-1  | Katsunori Kikuno      | Decisão (unânime)                      | Deep - 55 Impact                         | 26/08/2011 | 3     | 5:00  | Tóquio                 | Ganhou o cinturão dos leves do DEEP.         |
| Derrota | 12-4-1  | Shinya Aoki           | Finalização Técnica (hammerlock)       | Dynamite!! 2009                          | 31/12/2009 | 1     | 2:17  | Saitama                |                                              |
| Vitória | 12-3-1  | Satoru Kitaoka        | Nocaute Técnico (joelhadas)            | Sengoku 9                                | 02/08/2009 | 4     | 2:50  | Saitama                | Ganhou o Título dos Leves do Sengoku.        |
| Vitória | 11-3-1  | Mitsuhiro Ishida      | Nocaute Técnico (socos)                | Shooto Tradition Final                   | 10/05/2009 | 1     | 1:33  | Tóquio                 |                                              |
| Empate  | 10-3-1  | Katsuya Inoue         | Empate                                 | GCM - Cage Force EX                      | 28/02/2009 | 3     | 5:00  | Saitama                | Defendeu o Título dos Leves do Cage Force.   |
| Derrota | 10-3    | Kazunori Yokota       | Decisão (unânime)                      | Sengoku 6                                | 01/11/2008 | 3     | 5:00  | Saitama                | Semifinal do GP de Leves do Sengoku.         |
| Vitória | 10-2    | Ryan Schultz          | Nocaute (soco)                         | Sengoku 4                                | 24/08/2008 | 2     | 4:25  | Saitama                | Round de Abertura do GP de Leves do Sengoku. |
| Vitória | 9-2     | Tomonari Kanomata     | Nocaute Técnico (socos)                | GCM - Cage Force 6                       | 05/04/2008 | 1     | 1:00  | Tóquio                 | Ganhou o cinturão dos leves do Cage Force    |
| Vitória | 8-2     | Johnny Frachey        | Nocaute Técnico (socos)                | Cage Force EX Eastern Bound              | 11/02/2008 | 2     | 0:08  | Tóquio                 |                                              |
| Vitória | 7-2     | Do Gi Sin             | Nocaute (socos)                        | Cage Force 5                             | 01/12/2007 | 1     | 0:16  | Japão                  |                                              |
| Derrota | 6-2     | Ganjo Tentsuku        | Decisão (unânime)                      | Shooto - Shooting Disco 2                | 05/08/2007 | 3     | 5:00  | Tóquio                 |                                              |
| Derrota | 6-1     | Takashi Nakakura      | Decisão (unânime)                      | Shooto - Back To Our Roots 1             | 17/02/2007 | 3     | 5:00  | Yokohama               |                                              |
| Vitória | 6-0     | Jin Kazeta            | Decisão (unânime)                      | Shooto - The Devilock                    | 12/05/2006 | 3     | 5:00  | Tóquio                 |                                              |
| Vitória | 5-0     | Danilo Cherman        | Decisão (unânime)                      | Shooto - The Victory of the Truth        | 17/02/2006 | 3     | 5:00  | Tóquio                 |                                              |
| Vitória | 4-0     | Kabuto Kokage         | Decisão (unânime)                      | Shooto - 12/17 in Shinjuku FACE          | 17/12/2005 | 2     | 5:00  | Tóquio                 |                                              |
| Vitória | 3-0     | Yoshihiro Koyama      | Decisão (unânime)                      | Shooto - 9/23 in Korakuen Hall           | 23/09/2005 | 2     | 5:00  | Tóquio                 |                                              |
| Vitória | 2-0     | Komei Okada           | Nocaute Técnico (socos)                | Shooto - 6/3 in Kitazawa Town Hall       | 03/06/2005 | 1     | 4:56  | Tóquio                 |                                              |
| Vitória | 1-0     | Masaaki Yamamori      | Nocaute Técnico (socos)                | Shooto - 2/6 in Kitazawa Town Hall       | 06/02/2005 | 2     | 1:27  | Tóquio                 |                                              |